# Ґалліка
Ґалліка (фр. Gallica) — онлайн-бібліотека Національної бібліотеки Франції. Усі матеріали бібліотеки перебувають у вільному доступі. Бібліотека містить такі види документів: книги, журнали, газети, фото, карикатури, плакати, карти, рукописи, партитури, аудіоматеріали, книжкові мініатюри.
Більшість документів бібліотеки — французькою мовою, багато документів англійською, іспанською і португальською.
10 лютого 2010 року документ Scènes de la vie de Bohème Анрі Мюрже (1913) став мільйонним докуменом Ґалліки. У вересні 2020 року Ґалліка пропонувала читачам більше 6 850 000 оцифрованих документів (з яких 703 000 книжок, 149 000 рукописів, 4 469 000 журналів, 1 466 000 зображень, 54 000 партитур та 168 000 мап). 
Для великої частини фондів Ґалліки після проведення OCR обробки можна проводити пошук по всьому тексту документів.
Кожен документ має цифровий ідентифікатор, так званий Archival Resource Key (ARK) Національної бібліотеки Франції.

## Історія
Оцифрування документів в Національній бібліотеці Франції почалося в 1992 році, проте сама Ґалліка була організована в 1997 році під гаслом «віртуальна бібліотека порядної людини» (фр. bibliothèque virtuelle de l'honnête homme). Друга версія бібліотеки була запущена в 2000 році. Вибір книжок та журналів до оцифрування відбувався не автоматично, а самими бібліотекарями «вручну», проте вибір до оцифрування інших видів документів відбувався автоматично. Спершу оцифровані документи пропонувалися читачам у формі оцифрованих факсиміле, а з часом і як файли PDF.
У рамках Ґалліки було реалізовано проект оцифровки щоденної французької преси та публікацій французьких наукових товариств.
У 2005 році, у відповідь на ініціативу пошуковика Google, директор Національної бібліотеки Франції Жан-Ноель Жанненеї (Jean-Noël Jeanneney) опублікував програмний документ «Коли Google кидає виклик Європі» (Quand Google défie l'Europe), де він виступає за розробку європейської і французької програми, яка б стала альтернативною до комерційного проекту Google. Після цього заклику Національна бібліотека Франції розгорнула масове оцифрування своїх фондів, особливо приділяючи увагу якості оцифрування та проведенню OCR обробки документів.
У листопаді 2007 року було укладено договір з Safig, який передбачав оцифрування 3 млн документів з розрахунку 1 млн документів за рік.
Gallica2, третя версія Ґалліки, почала діяти з листопада 2007 року, колишня версія залишалася при цьому доступною для читачів. Завдяки бібліотечному ботові Lucene вдалося поєднати на рівні опису документів Ґалліку з європейською онлайн-бібліотекою Europeana. Gallica2 уможливлює персоналізацію інтерфейсу, допосування до потреб кожного конкретного читача..
Аби не відстати від Google, Ґалліка започатковує проект інтеграції в бібліотеку творів, що підпадають під авторське право. Пошукова машина бібліотеки уможливлює доступ як до вільних, так і до «не вільних» документів. Через протокол метаданих OAI-PMH (англ. Open Archives Initiative Protocol for Metadata Harvesting) Ґалліка відкриває доступ до інших онлайн-бібліотек, які є її партнерами.
У березні 2009 року відбулося остаточне об'єднання Gallica та Gallica2. Новий інтерфейс з'явився 19 лютого 2010 року..
12 січня 2010 року в доповіді Тесьє (le rapport de Tessier) було заявлено про можливість усамостійнення Ґалліки від Національної бібліотеки Франції..
12 березня 2012 року в читальних залах Національної бібліотеки Франції було запропоновано сервіс «Gallica intra muros», який дає доступ до документів, захищених авторським правом.

## Статистика
Станом на вересень 2020 року Ґалліка пропонувала в режимі онлайн такі документи:
- 702 252 книжок
- 168 170 мап
- 149 290 рукописів
- 1 466 382 зображень
- 4 469 335 журналів
- 54 019 нотних партитур
- 51 211 аудіозаписів
- 506 484 сканів об'єктів мистецтва
- 1773 відео

Окрім фондів Національної бібліотеки Франції в бібліотеці Ґалліка представлено близько 400 000 документів інших бібліотек

## Фонди

### Відділ рукописів

Картина Жана-П'єра Луї Лорана Уеля «Штурм Бастилії», оцифрована репродукція з бібліотеки «Ґалліка»

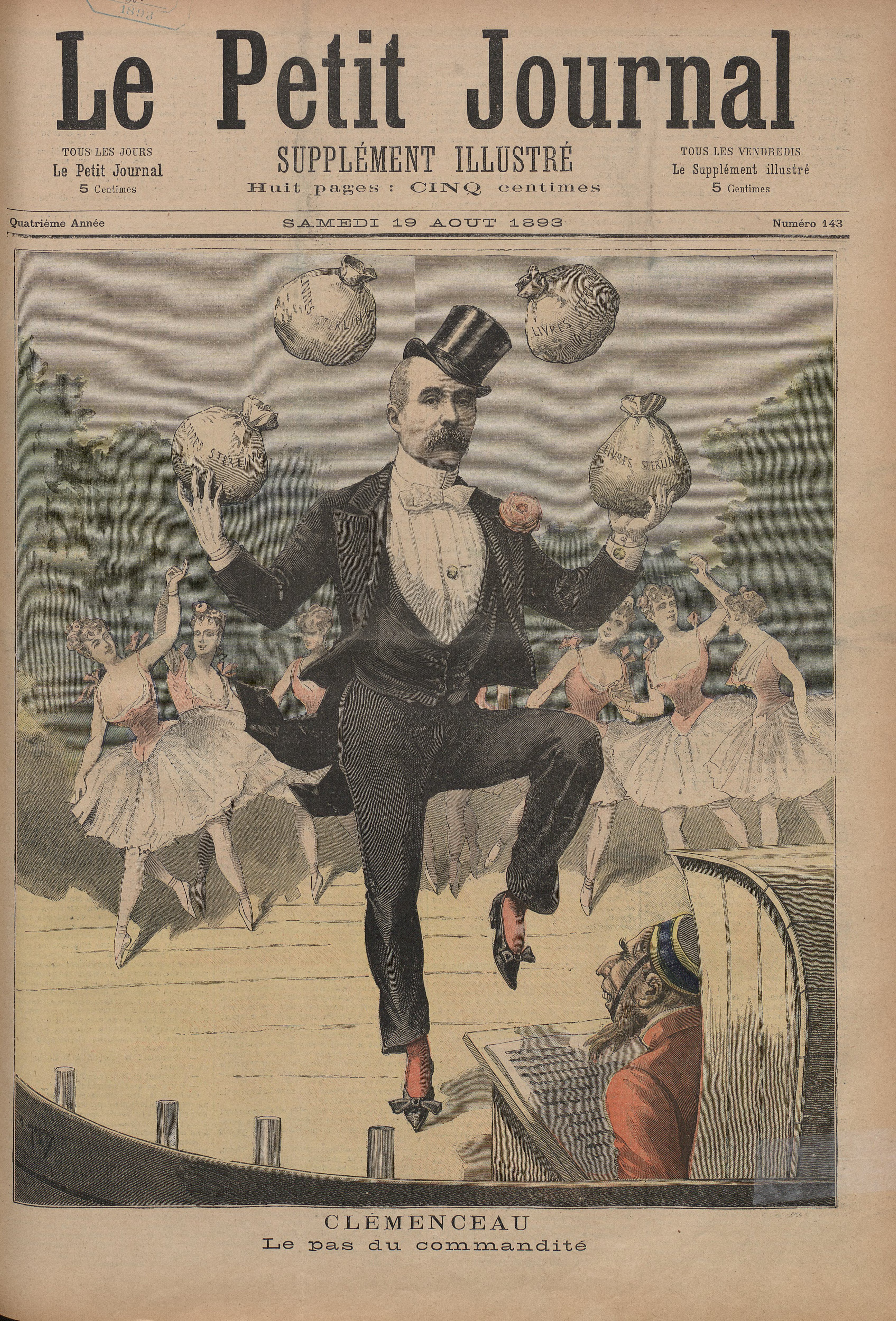
«Петі Журналь Іллюстре» оцифрований для Ґалліки

Найвизначніші середньовічні рукописні книги:
- Святий Августин, Боже місто
- Бенуа де Сент-Мор, Роман про Трою
- Бокаччо, Des cas des nobles hommes et femmes
- Бокаччо, Des claires et nobles femmes
- Універсальна хроніка (Chronique universelle)
- Діалог про лицарство та християнство (Dialogue d'un chevalier et de Chrétienté)
- Енеас (Eneas)
- Флавій Йосип, Юдейська давнина
- Флавій Йосип, Юдейська війна
- Великі хроніки Франції (Grandes Chroniques de France)
- Гіяр де Мулен, Історична біблія (Bible historiale)
- Гійом ФІластр, Золоте Руно
- Давня історія до Цезаря (Histoire ancienne jusqu'à César)
- Історія Мерліна
- Історія Святого Грааля
- Жан Ваврен, Хроніки Англії
- Ланцелот Озерний
- Леонардо Бруні, Пунічна війна
- Смерть короля Артура
- Овідій, Метаморфози
- П'єр Клок, Прийняття Анни де Фуа (Réception d'Anne de Foix)
- Пошук Святого Грааля, іспанською (Queste del saint Graal)
- Рауль Лефевр, Історія Трої
- Роман про Теби (Фіви)
- Романи Круглого Столу
- Тіт Лівій, Історія Риму
- Трістан Леонський
- Три доньки короля
- Валеріус Максимус, Пам'ятні вчинки й слова

#### Східні рукописи
- Ahmedî, Iskender-nâma
- Katip Çelebi, Djihân-Nüma
- Mîr Haydar, Mirâdj-nâma
- Tcherkes Aghâ Yûsuf Pâshâ, Safarnâme
- Zubdet el-Tevarikh

## Співробітництво зВікіджерелами
Національна бібліотека Франції в рамках проекту Ґалліки співпрацює з 13 000 учасниками Вікіджерел. Мета співробітництва — вичитування і редагування 1 400 творів, представлених у Ґалліці, в яких виявлено окремі помилки (що неминуче при оцифруванні текстів).
Директор Національна бібліотека Франції, пан Брюно Расін, розраховує за допомогою потенціалу учасників Вікіджерел підвищити якість Ґалліки. Вікіджерела, в свою чергу, будуть поповнюватися якісно відсканованими і вичитаними текстами світової культурної спадщини.